# Lyciasalamandra antalyana
Lyciasalamandra antalyana é uma espécie de salamandra da família Salamandridae. Endêmica da Turquia.
Os seus habitats naturais são: florestas temperadas, matagais mediterrânicos e áreas rochosas.
Está ameaçada por perda de habitat.